# Jenny Kher Lazarus
Jenny Kher Lazarus (Appenheim, 11 de marzo de 1895 - Barcelona, 11 de diciembre de 1942) fue una judía alemana, víctima de la persecución nazi y de la represión franquista. Se suicidó en la cárcel Prisión de Mujeres de las Corts, la noche antes que fuera expulsada de España para ser entregada a la Gestapo.

## Biografía
Nacida en la pequeña localidad de Appenheim, en la región del Palatinado, su apellido de soltera era Lazarus. Al casarse, adoptó el apellido del marido Nathan Richard Kher, doce años mayor que ella y comerciante de profesión, con el que tuvo dos hijas, Ursula y Marianne. La familia se fue a vivir a Kaiserslautern, donde el marido y el hermano de este se dedicaron a la compra-venta de cereales. Nathan Kher fue representante de la comunidad judía en un contexto político extremadamente peligroso, sobre todo después del atentado contra Ernst Von Rath que desató el pogromo conocido como la Noche de los Cristales Rotos.
Al inicio de la Segunda Guerra Mundial, huyendo de los conflictos fronterizos con Francia, se trasladaron a Mannheim. En noviembre de 1939, a raíz del atentado fallido contra Hitler, se produjeron redadas masivas de judíos, aunque no  estuvieron involucrados y el autor del intento fallido fue el comunista Geord Elser. Nathan Kher fue detenido y su rastro se perdió para siempre. Según Alfred Schwerin, un superviviente del Holocausto que vivió los hechos, todo hace suponer que Nathan Kher no sobrevivió en la prisión.
A finales de octubre de 1940, más de seis mil quinientos judíos de las regiones de Baden y Palatinado, entre los que se encontraban Jenny Kher y su madre, fueron enviados al campo de Gurs, siendo la única vez que la Alemania nazi deportó judíos a Francia, lo que provocó las protestas del Gobierno de Vichy.
A partir de agosto de 1942, los prisioneros que sobrevivieron (la madre, Elisabetha Lazarus, había muerto a los veinte días) empezaron a ser enviados a los campos de exterminio. Jenny Kher logró huir con otras doce personas.
El 8 de octubre, acompañada de Max Regensburger, al que presentó a las autoridades españolas como su prometido, fue detenida por la policía de fronteras en Coll de Nargó, cuando habían logrado atravesar los Pirineos. El gobernador de Lérida decretó que fueran enviados al campo de concentración de Miranda de Ebro, pero al no haber espacio para las mujeres, Jenny Kher, inscrita con el apelativo Sara, por su condición de judía apátrida, fue enviada provisionalmente a las prisiones de Logroño y Lérida, con una orden de expulsión. El 10 de noviembre de 1942, encontrándose en tránsito hacia la cárcel de Figueras, pernoctó en la Cárcel de mujeres Les Corts de Barcelona, donde la madrugada del día 11 fue hallada muerta en las duchas, colgada con su cinturón. Fue enterrada en la fosa común del Cementerio de Montjuïc el 17 de diciembre de 1942.
Marianne y Ursula, las hijas de Jenny y Nathan Kher, habían podido ser evacuadas a Inglaterra en 1940. Marianne fue enviada desde Liverpool a Quebec y Ursula a Boston. Más tarde se pudieron reunir en Nueva York, donde en 1943 recibieron la trágica noticia de la muerte de su madre.